# Центральный (стадион, Костанай)
Центральный стадион (каз. Орталық стадион) — стадион, расположенный в городе Костанай. Является домашним стадионом клуба «Тобол».

## История
В 2004 году по немецкой технологии произведена замена покрытия футбольного поля и установлена автоматическая поливная система.
Электроосвещение главной арены стадиона осуществляется с четырёх специальных мачт.
В 2008 году стадион оборудовали специальной подсветкой, которая теперь соответствует нормам УЕФА. Фонари трёх режимов освещённостью в 1200 люкс сменили старые лампы в 200 люкс.
В 2017 году был реконструирован. Вместимость мест увеличилось до 9 700, старую восточную трибуны снесли и построили новую. Также установлено современное поле с подогревом, были отремонтированы новые раздевалки.

## Основные характеристики стадиона
- Две трибуны — Западная и Восточная.
- Вместимость — 10 500 зрителей.
- Сиденья — пластиковые.
- Размеры поля — 105 х 68 метров.
- Покрытие — естественный.
- Освещение — 1200 люкс.